# Градище-в-Тухиню
Градище-в-Тухиню (словен. Gradišče v Tuhinju) — поселення в общині Камник, Осреднєсловенський регіон, Словенія. Висота над рівнем моря: 593,6 м.